# Gemeinde Berane
Die Gemeinde Berane (montenegrinisch Општина Беране Opština Berane) ist eine Gemeinde in Montenegro. Der Verwaltungssitz ist der Hauptort Berane.

## Bevölkerung
Die Volkszählung aus dem Jahr 2011 ergab für die Gemeinde Berane eine Einwohnerzahl von 33.970. Davon bezeichneten sich 14.592 (42,96 %) als Serben, 8.838 (26,02 %) als Montenegriner, 6.021 (17,72 %) als Bosniaken, 1.957 (5,76 %) als Ethnische Muslime und 531 (1,56 %) als Roma.
| Zensus    | 1948 1 | 1953 1 | 1961   | 1971   | 1981   | 1991   | 2003   | 2011   |
| --------- | ------ | ------ | ------ | ------ | ------ | ------ | ------ | ------ |
| Einwohner | 27.646 | 30.316 | 34.280 | 40.385 | 42.060 | 38.953 | 35.068 | 33.970 |